# Олексіївка (Полтавський район)
Олексі́ївка — село в Україні, у Полтавському районі Полтавської області. Населення становить 48 осіб. Орган місцевого самоврядування — Старицьківська сільська рада.
Після ліквідації Машівського району 19 липня 2020 року село увійшло до Полтавського району.

### Мова
Розподіл населення за рідною мовою за даними перепису 2001 року:
| Мова            | Відсоток |
| --------------- | -------- |
| українська      | 93,75%   |
| російська       | 4,17%    |
| інші/не вказали | 2,08%    |

## Географія
Село Олексіївка знаходиться на відстані 1,5 км від села Старицьківка. Через село проходить автомобільна дорога Р11.